# Femto
Femto (f) (duńskie femten – piętnaście) – przedrostek jednostki miary oznaczający mnożnik 0,000 000 000 000 001 = 10-15 (jedna biliardowa).

## Przykładowe zastosowania
- fm – femtometr
- fs – femtosekunda
- fl – femtolitr